# Rio Burdaleuca
O Rio Burdaleuca é um rio da Romênia, afluente do Rio Cracău, localizado no distrito de Neamţ.